# Sauliac-sur-Célé
 Sauliac-sur-Célé  (en occitano Sauliac) es una población y comuna francesa, situada en la región de Mediodía-Pirineos, departamento de Lot, en el distrito de Cahors y cantón de Lauzès.
Se encuentra en la Via Podiensis del Camino de Santiago.

## Demografía
| 144 | 125 | 80 | 106 | 85 | 92 |
| Para los censos de 1962 a 1999 la población legal corresponde a la población sin duplicidades (Fuente: INSEE [Consultar]) |     |    |     |    |    |